# Pęglity
Pęglity (deutsch Penglitten) ist ein Ort in der polnischen Woiwodschaft Ermland-Masuren. Er gehört zur Gmina Gietrzwałd (Landgemeinde Dietrichswalde) im Powiat Olsztyński (Kreis Allenstein).

## Geographische Lage
Pęglity liegt im Westen der Woiwodschaft Ermland-Masuren, 16 Kilometer südwestlich der Kreis- und Woiwodschaftshauptstadt Olsztyn (deutsch Allenstein).

## Geschichte
1350 ist das Gründungsjahr des kleinen Dorfs Penglitten. 1785 wird es als ein adliges Bauerndorf im Hauptamt Allenstein, Kreis Heilsberg, genannt.
Im Jahre 1874 kam die Landgemeinde Penglitten zum neu errichteten Amtsbezirk Dietrichswalde (polnisch Gietrzwałd) im ostpreußischen Kreis Allenstein. Die Zahl der Einwohner des Dorfs belief sich 1910 auf 172.
Am 30. September 1929 wurde die Försterei Vonferne (polnisch Smoleń) nach Penglitten eingegliedert. Die Einwohnerzahl stieg bis 1933 auf 204, sank aber wieder bis 1939 auf 195.
Als 1945 in Kriegsfolge das gesamte südliche Ostpreußen an Polen abgetreten wurde, war auch Penglitten davon betroffen. Das Dorf erhielt die polnische Namensform „Pęglity“ und ist heute eine Ortschaft innerhalb der Landgemeinde Gietrzwałd (Dietrichswalde) im Powiat Olsztyński (Kreis Allenstein), von 1975 bis 1998 der Woiwodschaft Olsztyn, seither der Woiwodschaft Ermland-Masuren zugehörig. Die Einwohnerzahl Pęglitys belief sich 2011 auf 231.

## Kirche
Bis 1945 war Penglitten in die evangelische Kirche Allenstein in der Kirchenprovinz Ostpreußen der Kirche der Altpreußischen Union, außerdem in die römisch-katholische Kirche Dietrichswalde im Bistum Ermland eingepfarrt.
Heute gehört Pęglity katholischerseits zur Pfarrei Gietrzwałd im jetzigen Erzbistum Ermland, sowie evangelischerseits zur Christus-Erlöser-Kirche Olsztyn in der Diözese Masuren der Evangelisch-Augsburgischen Kirche in Polen.

## Verkehr
Pęglity ist über eine Nebenstraßenverbindung von Łajsy (Leyßen, 1928 bis 1945 Leissen) aus zu erreichen. Die nächste Bahnstation ist Unieszewo (Schönfelde) an der PKP- Linie 353 Posen–Toruń–Skandawa (–Tschernjachowsk). 